# The League of Gentlemen
|  | Aquest article tracta sobre la sèrie de televisió de 1999. Si cerqueu la pel·lícula de 1960, vegeu «Objectiu: Banc d'Anglaterra». |

The League of Gentlemen és un quartet d'humoristes britànics format el 1995 per Jeremy Dyson, Mark Gatiss, Steve Pemberton i Reece Shearsmith. És el programa de televisió pel qual són més coneguts, encara que oficialment és etiquetat com una comèdia, va ser inicialment un conjunt d'esquetxos, units entre si pel seu entorn comú: el poble fictici de Royston Vasey, situat a algun lloc del nord d'Anglaterra. La sèrie conté elements de terror. La primera temporada va ser presentada a la BBC Two el 1999, i segueix les vides de dotzenes d'habitants estranys de la ciutat, interpretats per Gatiss, Pemberton i Shearsmith fent la majoria de personatges, vestint-se i maquillant-se segons la interpretació. La sèrie de televisió es va rodar principalment a Hadfield, però també a Glossop, Marsden, Mottram, Hope Valley (Derbyshire), i Todmorden.
L'última temporada fou estrenada el 2002, tot i que el 2005 es va presentar la pel·lícula The League of Gentlemen's Apocalypse. Els rumors que van començar a circular el 2007 sobre la realització de nou contingut per a la sèrie original es van confirmar amb la creació d'una nova temporada de tres episodis estrenats el 2017 com a especial pel seu 20è aniversari a la BBC. Per la seua banda, Shearsmith i Pemberton van iniciar Psychoville el 2009; una nova comèdia també a la BBC on mantenen el toc "fosc" de The League of Gentlemen, els jocs de paraules o els vestuaris histriònics com a la recent Inside No. 9.
The League of Gentlemen s'emeté a Catalunya a través del Canal 3XL de TV3.

## Història
L'inici el trobem a finals de 1994, quan l'equip va prendre com a nom el títol d'una pel·lícula de Jack Hawkins, The League of Gentlemen. El 1997 van ser guardonats amb el Perrier Comedy Award per a la comèdia de l'Edinburgh Fringe, i el seu programa de ràdio On the Town with The League of Gentlemen, estrenat a la BBC Radio 4. On the Town es va establir a la ciutat fictícia de Spent. Van guanyar un "Sony Radio Academy Awards" pel programa. El 1999, el programa es va traslladar a televisió i ràpidament va adquirir renom. Se n'han fet tres temporades. A més a més també es va fer un especial de Nadal el desembre de 2000, entre la segona i la tercera temporada. La seva influència es pot veure a sèries com Little Britain emesa també pel Canal 3XL.
El rodatge va tenir lloc principalment en la localització al nord de Derbyshire a la ciutat de Hadfield i, per tant, no era en directe. A la primera i segona temporada, hi havia riures afegits, cosa que no passava a l'especial de Nadal i a la tercera temporada.
El grup va anar de gira per primera vegada el 2001, utilitzant una barreja de material nou i vell. El 3 de juny de 2005 va sortir la pel·lícula The League of Gentlemen's Apocalypse. Més tard, durant el mateix any, the League fa un nou espectacle pel Regne Unit amb el nom de The League of Gentlemen Are Behind You, que va durar d'octubre a desembre.
Després que la BBC s'intereses per fer una quarta temporada, van sorgir rumors sobre aquesta. Al final no es va dur a terme, però es va anunciar al blog de Shearsmith que estaven treballant en un nou projecte.
Al maig de 2008, Shearsmith va confirmar que ell i Steve farien Psychoville (emesa el 2009) sense els altres membres de the league, tot i que es tornarien a unir en un futur.

## Programa de ràdio (1997)
A la temporada radiofònica, l'argument es desenvolupa al voltant de Benjamin Denton que visita la seva tia i el seu oncle al poble "Spent" per ser entrevistat per aconseguir una feina a la planta d'energia local. Com era d'esperar, no va fer l'entrevista i es va veure obligat a quedar-se al poble més temps del que s'esperava.

## Sèrie de televisió
La sèrie, de tres temporades, consta de 18 episodis i un especial de Nadal.

### Primera temporada (1999)
A la primera temporada de televisió, l'argument consisteix en una nova carretera que es construeix a través de Royston Vasey, que augmenta la possibilitat que un gran nombre d'estrangers visitin la ciutat. La construcció de les carreteres acaba quan Tubbs i Edward descobreixen que el director d'obra és el fill que va perdre feia temps, en David, i el convencen per posar fi a la construcció i visqui "a nivell local".

### Segona temporada (2000)
La segona temporada, es veu una epidèmia mortal d'hemorràgies nasals que s'encomana als habitants de la ciutat, matant-ne a molts. La trama es resol després de certa confusió sobre la causa de l'hemorràgia nasal, involucrant-hi la carnissera Hilary Briss, i en Benjamin Denton aconsegueix escapar-se dels assassinats a la botiga local.

### Tercera temporada (2002)
La tercera i última temporada se centra en un personatge diferent cada setmana, tot i que tots els episodis s'uneixen al final. El final de cada episodi compta amb una camioneta blanca intentant evitar atropellar a un vianant i estavellant-se contra un mur del jardí. Alguns habitants en surten sans i estalvis, d'altres... no són tan afortunats. Per reforçar la idea que totes aquestes històries tenen lloc al mateix temps, es veu una bossa de plàstic de color vermell volant pel vent a través de la ciutat a cada episodi.

### Especial
L'especial de Nadal va tenir el format lleugerament diferent. Són tres històries autònomes, amb tres dels personatges que busquen l'ajuda de la vicaria, la reverenda Bernice Woodall, durant el Nadal.

## Pel·lícula
Pel·lícula estrenada el 2005, un cop finalitzada la sèrie.

## Ambient
La sèrie conté humor negre, amb moltes de les escenes inspirades en pel·lícules de terror (el policia que visita Tubbs i Edward durant la primera temporada és una referència a The Wicker Man), documentals (el Dr. Carlton està inspirat d'un programa anomenat Canvi de sexe, que va incloure un metge "monstruosament indiferent") i experiències personals. El senyal del poble diu: "Benvingut a Royston Vasey. Mai marxaràs!" A la vida real, Royston Vasey és el nom donat del còmic Roy 'Chubby' Brown, que fa diverses aparicions com a alcalde malparlat de la ciutat.

## Reacció
La sèrie ha guanyat una crítica bastant bona, així com premis BAFTA, un premi Royal Television Society i el premi Golden Rose of Montreux. El 2003, els seus creadors s'enumeren al The Observer com un dels 50 espectacles més divertits de la comèdia britànica. El 2004, la Radio Times llista el Papa Lazarou com el vuitè esquetx de comèdia més divertit de tots els temps.
La sèrie va ser citada com una font d'inspiració per a la sèrie canadenca Death Comes to Town, un projecte de la companyia de comèdia canadenca The Kids in the Hall.

## Llibres
- A Local Book for Local People (2000).
- The League of Gentlemen: Scripts and That (2003).
- The League of Gentlemen's Book of Precious Things (2007).